# Aricia cramera
La morena (Aricia cramera) es una mariposa de la familia Lycaenidae. Habita en el sur de Europa y África del norte, y se la puede observar desde Marruecos y Túnez hasta España y Portugal, así como en la isla mediterránea de Menorca y en las islas Canarias.
Su envergadura alar alcanza los 30 mm. La mariposa vuela desde mayo a septiembre dependiendo de la localización.
Las larvas se alimentan de Erodium, Helianthemum y de especies de Geranium.

## Hábitat
La morena posee una gran plasticidad ecológica que le permite reproducirse y alimentarse en los más diversos hábitats. No obstante, prefiere bancales expuestos al sol y con abundante floración.